# GADM
GADM（英語: Database of Global Administrative Areas）、対訳グローバル行政区画データベース（グローバルぎょうせいくかくデータベース）とは、国の行政区域の高解像度データベースである。目標は「すべての国、すべてのレベル、任意の期間」を対象とすることに置く。
このデータベースはいくつかのエクスポート形式を用意し、たとえば最も一般的なGISアプリケーションで使用するシェープファイルもそのひとつである。データ分析言語Rに対応するファイルも用意されている。
これらのファイルを使ったデータ分析に加え、地図その他の記述データプロットが容易に作成でき、アフリカの森林破壊あるいはスイスのカントン単位の言語話者分布図の先例がある。
GADMは公開データベースでありながら、他の無料データベースよりも空間分解能が高く、ArcGISなど商用ソフトウェアより優れている。
GADMの商用利用は無償ではない。多くの国の空間データを作成してきたGADMプロジェクトでは、各国政府やNGOが提供する空間データベースならびに／またはインターネットで入手できる地名や地図の一覧を採用する（ウィキペディアを含む）。

## 関連文献
- 矢野環「フリーソフトによるデータ解析・マイニング(第124回)再現可能動的レポート(2)googleVis、GADM、RgoogleMaps」『Estrela』、Estrela編集委員会（編）、東京 : 統計情報研究開発センター、2013年11月、第236号、48-53頁、国立国会図書館書誌ID:024991607、ISSN 1343-5647。